# Chester Cheetah: Too Cool to Fool
Chester Cheetah: Too Cool to Fool est un jeu vidéo de plates-formes de Kaneko sorti en 1992 sur Mega Drive et Super Nintendo, uniquement en Amérique du Nord.
Le jeu a donné suite à Chester Cheetah: Wild Wild Quest en 1993.

## Système de jeu
Le joueur contrôle Chester Cheetah, un guépard anthropomorphe et la mascotte de la marque Cheetos.